# Colpocefalia
La colpocefalia es un trastorno en el cual se evidencia un crecimiento anormal de las astas occipitales —la porción posterior de los ventrículos laterales (las cavidades o compartimientos) del cerebro—. Este crecimiento anormal sucede cuando ocurre un subdesarrollo o una falta de espesamiento en la materia blanca del cerebro posterior. La microcefalia (cabeza anormalmente pequeña) y el retraso mental son característicos de una colpocefalia. Otras condiciones incluyen anormalidades motrices, espasmos musculares y convulsiones.
Aunque la causa es desconocida, los investigadores creen que el trastorno resulta de un problema intrauterino que ocurre entre el segundo y sexto mes de embarazo. La colpocefalia se puede diagnosticar en una fase avanzada del embarazo, aunque a menudo se diagnostica erróneamente como hidrocefalia (una acumulación excesiva del líquido cerebroespinal en el cerebro). Puede ser diagnosticada más exactamente después del nacimiento cuando se evidencian muestras de retraso mental, microcefalia y convulsiones.
No hay tratamiento definitivo para la colpocefalia. Medicamentos anticonvulsivos se pueden administrar para prevenir convulsiones y los médicos suelen prevenir contracturas (la contracción o acortamiento de músculos). El pronóstico para los individuos con colpocefalia depende de la gravedad de las condiciones asociadas y del grado de desarrollo anormal del cerebro. La educación especial puede beneficiar a algunos niños.
Algunos de los trastornos del sistema nervioso central que están asociados con la colpocefalia son:
- polimicrogiria
- Leucomalacia periventricular (PVL)
- hemorragia intraventricular
- hidrocefalia
- esquizencefalia
- microgiria
- microcefalia
- Síndrome de Pierre-Robin
- neurofibromatosis